# Smith, Elder & Co.

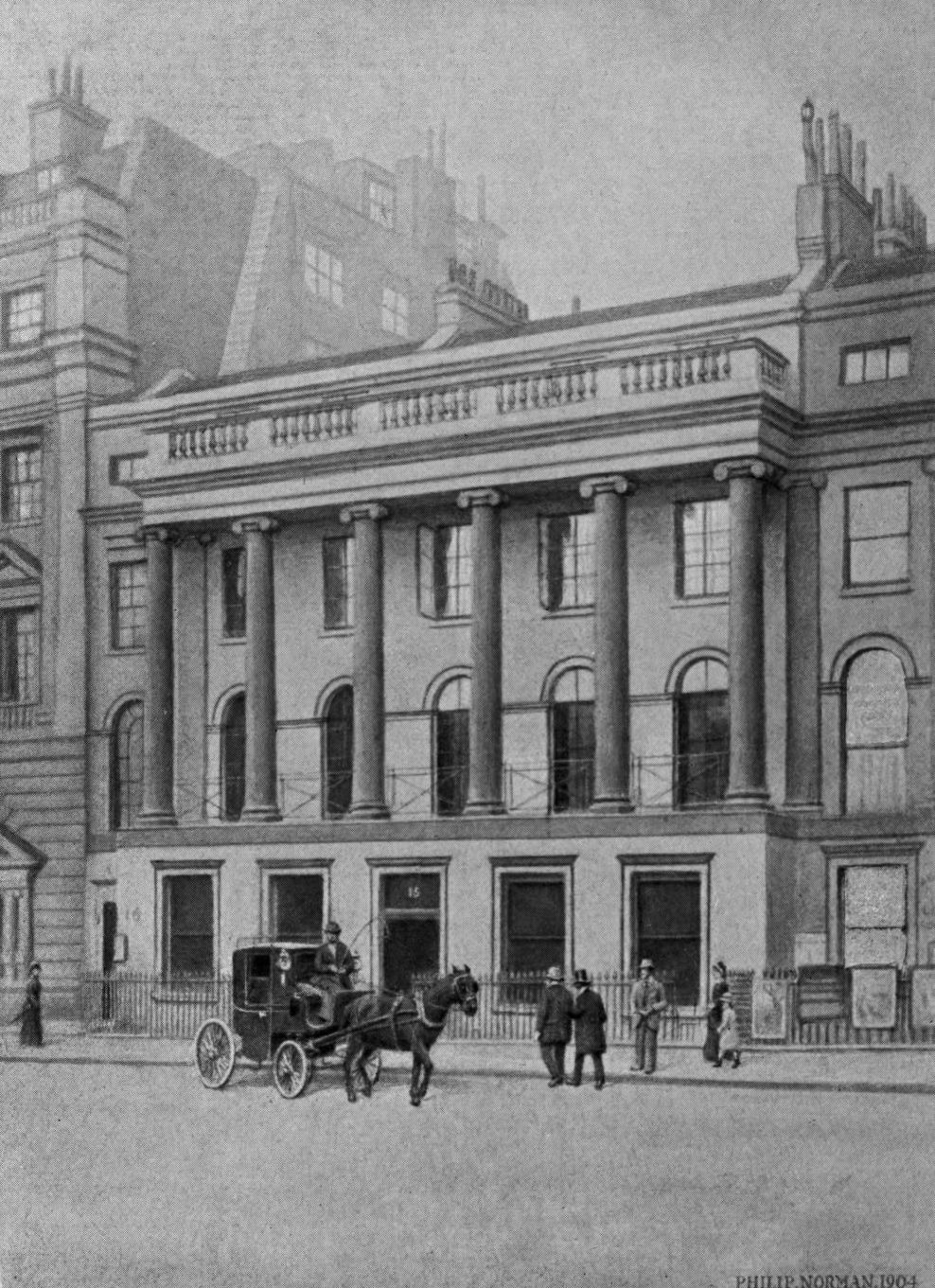
Bâtiment des bureaux de Smith, Elder & Co à Waterloo Place, 1904.

Smith, Elder & Co. est une maison d'édition britannique fondée à Londres en 1816 et disparue en 1917. Elle a notamment publié le roman Jane Eyre de Charlotte Brontë (1847) et la première édition du Dictionary of National Biography (1885-1891).

## Histoire

### Débuts
Smith, Elder & Co. est fondée en 1816 à Londres par deux hommes écossais; George Smith (en) et Alexander Elder.
Pendant les 3 premières années de la société, l'entreprise vend des fournitures de papeterie; papiers, encre, livre de comptes, etc. Ainsi que des livres et des journaux.

### Maison d'édition
En 1819, la société se lance dans l'édition et publie son premier manuscrit : Sermons and Expositions on interesting portions of Scripture de John Morison. 
En 1824, Patrick Stewart rejoint les deux fondateurs en tant qu'associé. La société se relocalise à Cornhill.
En 1838, George Murray Smith (en), le fils de George Smith, intègre la maison d'édition et choisit de publier Modern Painters (en) de John Ruskin ainsi que Jane Eyre de Charlotte Brontë.
En 1859, la maison d'édition publie le journal littéraire The Cornhill où sont publiés plusieurs romans en série d'auteurs comme Anthony Trollope ou William Makepeace Thackeray.
En 1909, la société est dirigée par Reginald Smith, le beau-fils de George Murray Smith.
En 1916, après la mort de Reginald Smith, il ne reste plus personne pour gérer la société. 
En 1917, tous les droits des livres ainsi que le stock sont racheté par la maison d'édition John Murray.